# Władimir Ałafuzow
Władimir Antonowicz Ałafuzow (ros. Владимир Антонович Алафузов, ur. 17 czerwca 1901 w Rydze, zm. 30 maja 1966 w Leningradzie) – radziecki admirał, uczestnik II wojny światowej.	
Służbę wojskową rozpoczął w 1918 we Flotylli Oneskiej. W latach 1939–1940 w stopniu kapitana I rangi uczestniczył w wojnie z Finlandią, 4 czerwca 1940 otrzymał stopień kontradmirała, 27 stycznia 1944 wiceadmirała, a 26 września 1944 admirała. Od 8 marca do 29 lipca 1940 był zastępcą szefa Głównego Morskiego Sztabu Marynarki Wojennej, potem szefem Zarządu Operacyjnego Marynarki, a od 22 czerwca 1944 do 13 kwietnia 1945 szefem Głównego Morskiego Sztabu Marynarki Wojennej ZSRR.

## Odznaczenia
- Order Lenina (dwukrotnie)
- Order Czerwonego Sztandaru (trzykrotnie)
- Order Uszakowa I klasy
- Order Wojny Ojczyźnianej I klasy
- Order Czerwonej Gwiazdy

I medale.